# Öja socken, Södermanland
Öja socken i Södermanland ingick i Västerrekarne härad, ingår sedan 1971 i Eskilstuna kommun och motsvarar från 2016 Öja distrikt.
Socknens areal är 81,53 kvadratkilometer, varav 81,40 land. År 2000 fanns här 1 038 invånare. Stora Sundby slott, tätorten Alberga samt sockenkyrkan Öja kyrka ligger i socknen.  

## Administrativ historik
Öja socken har medeltida ursprung.  
Vid kommunreformen 1862 övergick socknens ansvar för de kyrkliga frågorna till Öja församling och för de borgerliga frågorna till Öja landskommun. Landskommunen inkorporerades 1952 i Västra Rekarne landskommun som 1971 uppgick i Eskilstuna kommun. Församlingen uppgick 2002 i Västra Rekarne församling.
1 januari 2016 inrättades distriktet Öja, med samma omfattning som församlingen hade 1999/2000.
Socknen har tillhört län, fögderier, tingslag och domsagor enligt vad som beskrivs i artikeln Västerrekarne härad.  De indelta soldaterna tillhörde Södermanlands regemente, Väster Rekarne kompani.

## Geografi
Öja socken ligger norr och söder om Hjälmaresund och östra Hjälmaren med kungsörsåsen bildande bas för bron över Hjälmaresund.  Socknen är en skogsbygd med odlingsbygd vid sjön.

## Fornlämningar
Från bronsåldern finns spridda gravrösen och skärvstenshögar. Från järnåldern finns 16 gravfält och två fornborgar. Två runristningar har påträffats.

## Namnet
Namnet (1314 Öyum) kommer från kyrkbyn och innehåller plural av ö, här i betydelsen 'land vid vatten; upphöjning i sankmark'.